# Стіна (фільм, 1990)
«Стіна» («კედელი») — радянський художній фільм 1990 року, знятий режисером Зазою Буадзе на кіностудії «Грузія-фільм».

## Сюжет
Фільм «Стіна» — перенесена на грузинський ґрунт екранізація знаменитої екзистенціалістської повісті Жана-Поля Сартра з тією ж назвою. Дія відбувається в Грузії під час громадянської війни двадцятих років. Чекісти намагаються дізнатися в Олександра, де ховається Леван, ворог радянської влади. Зрештою Олександр називає перше місце, що спало на думку. І саме там переховувався Леван.

## У ролях
- Зураб Кіпшидзе — Александре Дідебулідзе
- Рамаз Чхиквадзе — ув'язнений
- Резо Чхіквішвілі — лікар
- Майя Туріашвілі — роль другого плану
- Ірина Подкопаєва — роль другого плану
- Вахтанг Панчулідзе — роль другого плану
- Семен Дашту — роль другого плану
- Гіві Чугуашвілі — роль другого плану
- Зейнаб Боцвадзе — роль другого плану
- Ото Гортамашвілі — ув'язнений
- Мурман Джинорія — роль другого плану
- Сосо Надірадзе — роль другого плану

## Знімальна група
- Режисер — Заза Буадзе
- Сценарист — Заза Буадзе
- Оператор — Леван Пааташвілі
- Композитор — Давид Туріашвілі
- Художник — Тамара Поцхішвілі